# Chen Zifan
Chen Zifan (Xi'an, 17 de septiembre de 1995) es un jugador de snooker chino.

## Biografía
Nació en la ciudad china de Xi'an en 1995. Fue jugador profesional de snooker desde 2017 hasta su suspensión en 2022. No se ha proclamado campeón de ningún torneo de ranking, y su mayor logro hasta la fecha fue alcanzar los octavos de final del Masters de Riga de 2019, en los que cayó derrotado (0-4) ante Yan Bingtao. Tampoco ha logrado hilar ninguna tacada máxima.
En diciembre de 2022, la World Professional Billiards and Snooker Association lo suspendió y lo expulsó temporalmente del circuito profesional al ser objeto de interés de una investigación por amaño de partidos en la que estaban involucrados varios jugadores chinos. La suspensión durará hasta, al menos, el 20 de diciembre de 2027.